# Carrossel
Carrossel est un feuilleton brésilien produit par SBT en alliance avec Televisa, dont le premier épisode a été diffusé le 21 mai 2012.

## Synopsis
Helena Fernandes est une jeune et jolie enseignante débutante. Son premier poste est à la Escola Mundial (École mondiale). Sa chaleur humaine et sa gentillesse gagnent le cœur de ses étudiants, qui ont tous des personnalités différentes : la snob Maria Joaquina Medsen, le modeste Cirilo Rivera, l'extravertie Valéria Ferreira, le smart Daniel Zapata, le gentil David Rabinovich, le gardé Jaime Palillo, le malicieux Paulo Guerra, le rebelle Mário Ayala, la timide Carmen Carrilho, l'occupé Kokimoto Mishima, la romantique Laura Gianolli, la fragile Marcelina Guerra, l'arrogant Jorge Cavalieri, la créative Margarida Garcia, la sage Alícia Gusman, l'amical Bibi Smith, et le paisible Adriano Ramos.
À l'école, l'enseignante bénéficie du soutien des employés Graça et Firmino, qui aime les étudiants, mais Helena doit endurer les règles et les exigences d'Olívia, le directeur de l'institution et la jalousie de Suzana, une enseignante qui vient pour la remplacer pour une certaine période.
En dehors de l'école, les enfants forment un club dirigé par Daniel appelé "Patrulha Salvadora" (la patrouille salvatrice). Ils se rassemblent dans une maison abandonnée et aident d'autres enfants qui n'étudient pas à la Escola Mundial, tel que Tom qui se déplace en fauteuil roulant etqui vit avec sa mère, Glória, une enseignante.

## Distribution
- Henrique Martins
- Larissa Manoela : Maria Joaquina Medsen
- Rosanne Mulholland : Helena Fernandes
- Jean Paulo Campos : Cirilo Rivera
- Maisa Silva : Valéria Ferreira
- Nicholas Torres : Jaime Palillo
- Stefany Vaz : Carmen Carrilho
- Guilherme Seta : Davi Rabinovich
- Aysha Benelli : Laura Gianolli
- Thomaz Costa : Daniel Zapata
- Lucas Santos : Paulo Guerra
- Gustavo Daneluz : Mario Ayala
- Ana Vitória Zimmermann : Marcelina Guerra
- Konstantino Atan : Adriano Ramos
- Fernanda Concon : Alicia Gusman
- Victória Diniz : Bibi Smith
- Léo Belmonte : Jorge Cavalieri
- Metturo : Jorge Cavalieri
- Matheus Ueta : Kokimoto Mishima
- João Lucas Takaki : Tom
- Lívia Andrade : Suzana Bustamante
- Gustavo Wabner : Renê Magalhães
- Fernando Benini : Firmino Gonçalves
- Márcia de Oliveira : Graça
- Noemi Gerbelli : Principal Olivia Veider[1]

## Diffusion internationale
| Pays           | Chaîne                       | Titre            | Première diffusion |  |
| -------------- | ---------------------------- | ---------------- | ------------------ |  |
| Brésil         | SBT                          | Carrossel        | 21 mai 2012        |  |
| Angola         | TV Zimbo                     | Carrossel        |                    |  |
| Indonésie      | Trans7                       | Carrossel        |                    |  |
| Bolivie        | Red UNO                      | Carrusel         | janvier 2014       |  |
| Colombie       | Citytv                       | Carrusel         | 31 mai 2016        |  |
| Équateur       | Ecuavisa                     | Carrusel         |                    |  |
| Honduras       | Canal 11                     | Carrusel         |                    |  |
| Ghana          | 4Kids                        | Carrossel        |                    |  |
| Kenya          | Citizen TV                   | Carrousel        |                    |  |
| Venezuela      | Televen                      | Carrusel         |                    |  |
| Hongrie        | Super TV2                    | Az élet iskolája |                    |  |
| United Kingdom | My Channel                   | Carousel         |                    |  |
| Pérou          | América TV                   | Carrusel         |                    |  |
| Mexique        | Tiin                         | Carrusel         |                    |  |
| Philippines    | Telenovela Channel           | Carrossel        |                    |  |
| Nicaragua      | Televicentro                 | Carrusel         |                    |  |
| Chili          | Televisión Nacional de Chile | Carrusel         |                    |  |
| Jamaïque       | TVJ                          | Carrossel        |                    |  |
| Paraguay       | LaTele                       | Carrusel         | 1 juillet 2015     |  |

## Autres versions
- Carrusel (Televisa, 1989-1990)
- Carrusel de las Américas (Televisa, 1992)
- ¡Vivan los niños! (Televisa, 2002-2003)

### Sources
- (pt) Cet article est partiellement ou en totalité issu de l’article de Wikipédia en portugais intitulé « Carrossel (telenovela) » (voir la liste des auteurs).